# Lincoln (hrabstwo Trempealeau)
Lincoln – miasto w Stanach Zjednoczonych, w stanie Wisconsin, w hrabstwie Trempealeau.